# Literaturjahr 1909
Liste der Literaturjahre

◄ | 1905 | 1906 | 1908 | Literaturjahr 1909 | 1910 | 1911 | 1912 | 1913 | ► | ►►

Weitere Ereignisse

## Ereignisse

### Futurismus

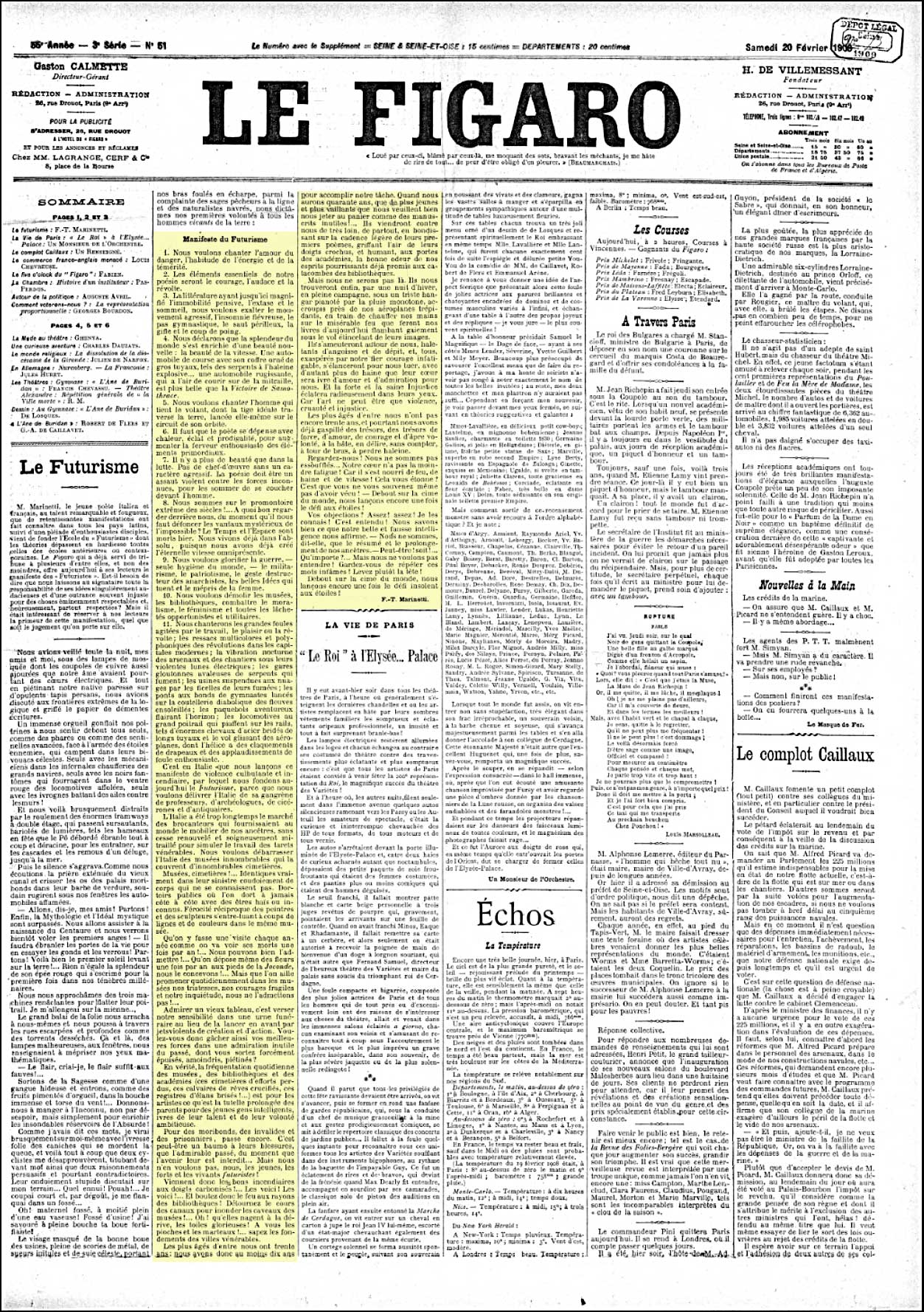
Das futuristische Manifest in Le Figaro

- 20. Februar: Der italienische Schriftsteller Filippo Tommaso Marinetti publiziert in der Pariser Zeitung Le Figaro sein futuristisches Manifest und gründet damit den Futurismus.

### Prosa
- Februar: Thomas Mann vollendet nach vierjähriger Arbeit den Roman Königliche Hoheit. Veröffentlicht wird das Werk, in dem Mann die seiner Hochzeit mit Katia Mann im Februar 1905 vorausgegangene Romanze verarbeitet, zunächst in der Neuen Rundschau und im Oktober schließlich im S. Fischer Verlag.
- Frühjahr: Der fiktive Tagebuchroman Jakob von Gunten von Robert Walser wird im Verlag von Bruno Cassirer in Berlin veröffentlicht. Die Kritiken fallen sehr unterschiedlich aus.
- 23. September: Der erste Teil des Fortsetzungsromans Le Fantôme de l'Opéra (Das Phantom der Oper) des französischen Journalisten und Schriftstellers Gaston Leroux wird in der Zeitung Le Gaulois veröffentlicht. Der letzte Teil erscheint am 8. Januar 1910.
- In der Novemberausgabe von The Oxford and Cambridge Review veröffentlicht E. M. Forster die Science-Fiction-Kurzgeschichte The Machine Stops (Die Maschine steht still).
- Der psychologische Roman Pitt und Fox. Die Liebeswege der Brüder Sintrup von Friedrich Huch erscheint in München.
- Der phantastische Roman Die andere Seite von Alfred Kubin wird im Verlag G. Müller in München und Leipzig veröffentlicht.
- Der in den letzten Jahren in loser Folge veröffentlichte fiktive Briefwechsel eines bayerischen Landtagsabgeordneten von Ludwig Thoma wird von Albert Langen gesammelt in München herausgegeben.
- Lyman Frank Baum veröffentlicht das Kinderbuch The Road to Oz (Dorothy auf Zauberwegen), einen weiteren Roman aus der Wizard of Oz-Serie.
- Die Novelle Das Mädchen vom Moorhof von Selma Lagerlöf erscheint auf Deutsch.
- Von Grazia Deledda erscheint der Entwicklungsroman Bis an die Grenze auf Italienisch und Deutsch.
- Der polnische Schriftsteller Władysław Reymont vollendet seine Arbeit am Roman Die Bauern, der in vier Teilen veröffentlicht wird – die vier Bände entsprechen dabei den vier Jahreszeiten. 1924 bekommt Reymont für dieses Werk den Nobelpreis.

### Drama
- 05. Januar: Die Uraufführung des Theaterstückes Komtesse Mizzi oder Der Familientag von Arthur Schnitzler findet am Volkstheater in Wien statt.
- 29. September: Das Lustspiel Når den ny vin blomstrer (Wenn der junge Wein blüht) von Bjørnstjerne Bjørnson, das letzte Stück des norwegischen Autors, hat seine Uraufführung in Oslo.
- 07. Dezember: Bei seiner Uraufführung im Vígszínház in Budapest wird das Theaterstück Liliom des ungarischen Dramatikers Ferenc Molnár von Presse und Publikum verrissen. Erst nach der deutschen Erstaufführung am Theater an der Wien mehr als drei Jahre später wird das Stück zum Welterfolg.
- 23. Dezember: Die Uraufführung der impressionistischen Diskussionskomödie Das Konzert von Hermann Bahr erfolgt unter der Regie von Otto Brahm am Lessingtheater in Berlin.
- Die „Militärkomödie“ Der Feldherrnhügel von Alexander Roda Roda und Carl Rössler wird uraufgeführt.

### Übersetzungen
- Stefan George übersetzt Shakespeares Sonette ins Deutsche.

### Preisverleihungen
- Die Schwedin Selma Lagerlöf erhält „auf Grund des edlen Idealismus, des Phantasiereichtums und der seelenvollen Darstellung, die ihre Dichtung prägen“ den Nobelpreis für Literatur.

### Sonstiges
- Der Schutzverband deutscher Schriftsteller wird gegründet.

## Geboren

### Januar bis April
- 17. Januar: Elisabeth Hering, deutsche Schriftstellerin († 1999)
- 16. Februar: Sophie Dorothee von Podewils, deutsche Erzählerin und Lyrikerin († 1979)
- 18. Februar: Dido Sotiriou, griechische Schriftstellerin († 2004)
- 20. Februar: Heinz Erhardt, deutscher Komiker, Musiker, Entertainer, Schauspieler, Dichter († 1979)
- 21. Februar: Elsie Attenhofer, Schweizer Kabarettistin, Schauspielerin, Schriftstellerin und Diseuse († 1999)
- 24. Februar: Abu al-Qasim asch-Schabbi, tunesischer Dichter († 1934)
- 24. Februar: August Derleth, US-amerikanischer Autor von Horror-Geschichten († 1971)
- 24. Februar: Heinrich Härtle, deutscher Publizist († 1986)
- 25. Februar: Ernst Erich Noth, US-amerikanischer Literaturwissenschaftler und Schriftsteller († 1983)
- 000Februar: Wilhelm Rost, deutscher Genealoge, Sachbuchautor und Herausgeber († nach 1989)
- 01. März: René Gardi, Schweizer Reiseschriftsteller, Fotograf und Filmer († 2000)
- 06. März: Stanisław Jerzy Lec, polnischer Lyriker und Aphoristiker († 1966)
- 06. März: Ōoka Shōhei, japanischer Schriftsteller († 1988)
- 07. März: Gian Paolo Callegari, italienischer Dramatiker, Drehbuchautor und Filmregisseur († 1982)
- 07. März: Léo Malet, französischer Krimi-Schriftsteller († 1996)
- 11. März: Max Lüthi, Schweizer Literaturwissenschaftler und Märchenforscher († 1991)
- 27. März: Golo Mann, deutscher Historiker, Schriftsteller und Philosoph († 1994)
- 28. März: Nelson Algren, US-amerikanischer Schriftsteller († 1981)
- 29. März: Hanada Kiyoteru, japanischer Literaturkritiker († 1974)
- 02. April: Osmar White, australischer Journalist, Korrespondent und Schriftsteller († 1991)
- 07. April: Robert Pilchowski, Schweizer Schriftsteller († 1990)
- 08. April: John Fante, US-amerikanischer Schriftsteller († 1983)
- 12. April: Walter Schmiele, deutscher freier Schriftsteller und Übersetzer († 1998)
- 13. April: Eudora Welty, US-amerikanische Schriftstellerin und Fotografin († 2001)
- 20. April: Dorothea Zeemann, österreichische Schriftstellerin († 1993)
- 24. April: Bernhard Grzimek, Tierarzt, Tierfilmer, Autor und Herausgeber von Tierbüchern († 1987)

### Mai bis August
- 01. Mai: Giannis Ritsos, griechischer Schriftsteller († 1990)
- 08. Mai: Otto Zierer, deutscher Schriftsteller († 1983)
- 16. Mai: František Kožík, tschechischer Schriftsteller, Vertreter des Esperanto († 1997)
- 24. Mai: Louis Fürnberg, deutscher Schriftsteller, Dichter und Musiker († 1957)
- 26. Mai: Richard Maibaum, US-amerikanischer Drehbuchautor († 1991)
- 29. Mai: Neil R. Jones, US-amerikanischer Science-Fiction-Autor († 1988)
- 30. Mai: Gustav Kampendonk, deutscher Drehbuchautor († 1966)
- 04. Juni: Hanuš Burger, tschechoslowakischer Theater-, Film- und Fernsehregisseur und Drehbuchautor († 1990)
- 04. Juni: Hans-Otto Meissner, deutscher Diplomat und Schriftsteller († 1992)
- 09. Juni: José Luis López-Aranguren, spanischer Philosoph und Essayist († 1996)
- 12. Juni: Wolfgang Frank, deutscher Schriftsteller († 1980)
- 13. Juni: Vladimír Neff, tschechischer Schriftsteller, Übersetzer, Drehbuchautor († 1983)
- 13. Juni: Diedrich Wattenberg, deutscher Astronom und Publizist († 1996)
- 14. Juni: Burl Ives, US-amerikanischer Folk-Sänger, Autor und Schauspieler († 1995)
- 18. Juni: Willy Kramp, deutscher Schriftsteller († 1986)
- 19. Juni: Dazai Osamu, japanischer Schriftsteller († 1948)
- 28. Juni: Eric Ambler, britischer Schriftsteller († 1998)
- 30. Juni: Juan Bosch, dominikanischer Politiker, Staatschef und Schriftsteller († 2001)
- 01. Juli: Juan Carlos Onetti, uruguayischer Schriftsteller († 1994)
- 14. Juli: Willard Motley, US-amerikanischer Schriftsteller († 1965)
- 27. Juli: Hilde Domin, deutsche Lyrikerin († 2006)
- 28. Juli: Aenne Burda, deutsche Verlegerin († 2005)
- 28. Juli: Malcolm Lowry, britischer Schriftsteller († 1957)
- 28. Juli: Theodor Ottawa, österreichischer Journalist und Schriftsteller († 1972)
- 29. Juli: Chester Himes, US-amerikanischer Schriftsteller († 1984)
- 30. Juli: Cyril Northcote Parkinson, britischer Historiker und Publizist († 1993)
- 03. August: Walter van Tilburg Clark, US-amerikanischer Schriftsteller († 1971)
- 04. August: Otto Steiger, Schweizer Schriftsteller († 2005)
- 13. August: Werner Keller, deutscher Verwaltungsbeamter, Journalist, Sachbuchautor und Widerstandskämpfer gegen den Nationalsozialismus († 1980)
- 19. August: Jerzy Andrzejewski, polnischer Schriftsteller († 1983)
- 23. August: Lisa Fittko, österreichische Schriftstellerin und Widerstandskämpferin († 2005)
- 23. August: Fritz Spiesser, deutscher Schriftsteller († 1971)

### September bis Dezember
- 02. September: Harro Schulze-Boysen, deutscher Offizier, Publizist und Widerstandskämpfer († 1942)
- 05. September: Fritz Martini, deutscher Germanist und Literaturhistoriker († 1991)
- 11. September: Joachim Fernau, preußischer Schriftsteller und Maler († 1988)
- 15. September: Hans-Jürgen Nierentz, deutscher Schriftsteller und Fernsehintendant († 1995)
- 17. September: Max Wehrli, Schweizer Germanist und Literaturhistoriker († 1998)
- 20. September: Josef Korbel, tschechoslowakischer Diplomat und Autor († 1977)
- 28. September: Al Capp, US-amerikanischer Comiczeichner und -autor († 1979)
- 02. Oktober: David Hempstead, US-amerikanischer Filmproduzent und Drehbuchautor († 1983)
- 06. Oktober: Emil Rudolf Greulich, deutscher Schriftsteller († 2005)
- 11. Oktober: Hellmut Holthaus, deutscher Redakteur und Schriftsteller († 1966)
- 12. Oktober: Dorothy Livesay, kanadische Lyrikerin († 1996)
- 18. Oktober: Norberto Bobbio, italienischer Rechtsphilosoph und Publizist († 2004)
- 31. Oktober: Arnold Sundgaard, US-amerikanischer Schriftsteller und Librettist († 2006)
- 02. November: Heinz Richter, deutscher Ingenieur und Autor († 1972)
- 10. November: Robert Arthur, US-amerikanischer Autor († 1969)
- 16. November: Mado Michio, japanischer Dichter von Kinderliedern († 2014)
- 16. November: Max Zimmering, deutscher Schriftsteller († 1973)
- 26. November: Eugène Ionesco, französischer Dramatiker († 1994)
- 29. November: Frank Zwillinger, österreichischer Schriftsteller († 1989)
- 02. Dezember: Marion Gräfin Dönhoff, deutsche Journalistin, Publizistin und Buchautorin († 2002)
- 08. Dezember: Erich Hornsmann, deutscher Jurist, Sachbuchautor und Umweltschutzaktivist († 1999)
- 09. Dezember: Roberto Beracochea, argentinischer Schriftsteller († 1988)
- 15. Dezember: Hans Ernst Schneider, deutscher Literaturwissenschaftler († 1999)
- 23. Dezember: Nakazato Tsuneko, japanische Schriftstellerin († 1987)
- 26. Dezember: Herbert Rittlinger, deutscher Abenteurer und Autor († 1978)
- 29. Dezember: Gerhard Prescha, deutscher Verleger († 1996)

## Gestorben
- 15. Januar: Ernst von Wildenbruch, deutscher Dichter und Dramatiker (* 1845)
- 20. Februar: Eginhard von Barfus, deutscher Schriftsteller (* 1825)
- 06. März: Gustaf af Geijerstam, schwedischer Schriftsteller (* 1858)
- 12. März: Frieda von Bülow, deutsche Schriftstellerin (* 1857)
- 12. März: Herrmann Julius Meyer, deutscher Verleger (* 1826)
- 21. März: Rudolf Gottschall, deutscher Schriftsteller und Literaturkritiker (* 1823)
- 24. März: John Millington Synge, irischer Schriftsteller (* 1871)
- 10. April: Algernon Charles Swinburne, britischer Dichter (* 1837)
- 09. Mai: Augusta Jane Evans Wilson, US-amerikanische Schriftstellerin (* 1835)
- 10. Mai: Futabatei Shimei, japanischer Schriftsteller und Übersetzer russischer Literatur (* 1864)
- 18. Mai: George Meredith, britischer Schriftsteller (* 1828)
- 11. Juli: Hans Hoffmann, deutscher Schriftsteller (* 1848)
- 21. Juli: Gustav Karpeles, deutscher jüdischer Publizist und Literaturhistoriker (* 1848)
- 22. Juli: Detlev von Liliencron, deutscher Dichter und Schriftsteller (* 1844)
- 16. Oktober: Jakub Bart-Ćišinski, sorbischer Dichter (* 1856)
- 30. Oktober: Leopold Sonnemann, deutscher Journalist und Verleger (* 1831)
- 22. November: Bernhard von Poten, preußischer Oberst und Militärschriftsteller (* 1828)
- 16. Dezember: Lina Morgenstern, deutsche Schriftstellerin, Frauenrechtlerin und Sozialaktivistin (* 1830)